# St. Thomas (Trais-Horloff)

Südseite der Kirche

St. Thomas war eine römisch-katholische Kirche in Trais-Horloff, einem  Stadtteil von Hungen im mittelhessischen Landkreis Gießen.
In den 1950er-Jahren wurde eine Wartungshalle für Werkslokomotiven der Braunkohlen-Schwel-Kraftwerk Hessen-Frankfurt AG (HEFRAG) in eine katholische Kirche umgebaut. In der Kirche fanden nur für etwa 20 Jahre Gottesdienste statt.
Nach einigen Jahren ohne Gottesdienste wurde die Kirche profaniert und verkauft. Seitdem wurden umfangreiche Um- und Rückbauten vorgenommen.